# Copa Verde 2022
La Copa Verde 2022 fue la novena (9ª) edición del torneo que reúne equipos de la región norte y la región centro-oeste incluyendo el Estado de Espírito Santo. El torneo fue organizado por la Confederación Brasileña de Fútbol, con un formato de disputa de partido único y partidos de ida y vuelta pasando solo un equipo a la siguiente fase.
Originalmente, la competencia tendría 24 equipos participantes, elegidos en función de su desempeño en los campeonatos estatales o su posición en el Ranking de la CBF. Sin embargo, tras especulaciones de que esta edición no se realizaría por falta de un comunicado de la CBF, la entidad oficializó la competencia recién el 24 de agosto, lo que provocó que muchos equipos se retiraran de la disputa. A diferencia de otras ediciones, esta vez, los clubes que se retiraron no fueron reemplazados. Como en los últimos dos años, el campeón de la Copa Verde 2022 entró directamente a la tercera fase de la Copa de Brasil 2023.

## Equipos participantes
| Estado              | Club            | Ciudad             | Vía de clasificación                          | Estadio               | Capacidad |
| ------------------- | --------------- | ------------------ | --------------------------------------------- | --------------------- | --------- |
| Acre                | Rio Branco      | Río Branco         | Campeón del Campeonato Acreano 2021           | Arena da Floresta     | 20 000    |
| Acre                | Humaitá         | Porto Acre         | Subcampeón del Campeonato Acreano 2021        | Arena da Floresta     | 20 000    |
| Amapá               | Trem            | Macapá             | Campeón del Campeonato Amapaense 2021         | Zerão                 | 10 000    |
| Amazonas            | São Raimundo    | Manaos             | Subcampeón del Campeonato Amazonense 2021     | Colina                | 10 000    |
| Distrito Federal    | Brasiliense     | Taguatinga         | Campeón del Campeonato Brasiliense 2021       | Boca do Jacaré        | 28 800    |
| Espírito Santo      | Real Noroeste   | Águia Branca       | Campeón del Campeonato Capixaba 2021          | José Olímpio da Rocha | 3200      |
| Goiás               | Vila Nova       | Goiânia            | Subcampeón del Campeonato Goiano 2021         | OBA                   | 11 788    |
| Goiás               | Goiás           | Goiânia            | 23º colocado del Ranking CBF                  | Serrinha              | 16 500    |
| Mato Grosso         | Cuiabá          | Cuiabá             | Campeón del Campeonato Matogrossense 2021     | Arena Pantanal        | 44 097    |
| Mato Grosso         | Operário VG     | Várzea Grande      | Subcampeón del Campeonato Matogrossense 2021  | Dito Souza            | 2600      |
| Mato Grosso         | Luverdense      | Lucas do Rio Verde | 60.º colocado del Ranking CBF                 | Passo das Emas        | 10 000    |
| Mato Grosso del Sur | Costa Rica      | Costa Rica         | Campeón del Campeonato Sul-Matogrossense 2021 | Laertão               | 5000      |
| Pará                | Paysandu        | Belém              | Campeón del Campeonato Paraense 2021          | Curuzu                | 16 200    |
| Pará                | Tuna Luso       | Belém              | Subcampeón del Campeonato Paraense 2021       | Estadio do Souza      | 6000      |
| Rondonia            | Real Ariquemes  | Ariquemes          | Subcampeón del Campeonato Rondoniense 2021    | Valerião              | 5000      |
| Roraima             | São Raimundo-RR | Boa Vista          | Campeón del Campeonato Roraimense 2021        | Canarinho             | 4556      |
| Roraima             | Náutico-RR      | Boa Vista          | Subcampeón del Campeonato Roraimense 2021     | Canarinho             | 4556      |
| Tocantins           | Tocantinópolis  | Tocantinópolis     | Campeón del Campeonato Tocantinense 2021      | Ribeirão              | 8000      |

### Retiros
Debido a la incertidumbre sobre la realización o no de la competencia, algunos equipos que ya estaban sin calendario declinaron participar en la Copa Verde, incluso con derecho a un cupo por los criterios establecidos por la CBF. Eliminados en la primera fase de la Série C, los vigentes campeones Remo y Manaus ya habían liberado la mayoría de sus planteles cuando se confirmó la Copa Verde y anunciaron que no participarían en el torneo. Por razones similares, sin actividad después del final de su participación en Série D, Nova Venécia, Grêmio Anápolis y Ceilândia también se retiraron de la competencia. El Atlético Goianiense, aún en actividad, se negó a participar de la edición.

## Cuadro del campeonato

### Ronda preliminar
| Fechas        | Local   | Resultado | Visita  |
| ------------- | ------- | --------- | ------- |
| 25 de octubre | Humaitá | 3:0       | Náutico |

### Octavos de final
| Fechas        | Local           | Resultado      | Visita          |
| ------------- | --------------- | -------------- | --------------- |
| 27 de octubre | Goiás           | 2:2 (pen. 4:5) | Real Noroeste   |
| 28 de octubre | Vila Nova       | 2:1            | Operário VG     |
| 28 de octubre | São Raimundo-RR | 1:2            | São Raimundo-AM |
| 28 de octubre | Rio Branco-AC   | 1:1 (pen. 4:5) | Tuna Luso       |
| 29 de octubre | Cuiabá          | 2:0            | Costa Rica      |
| 29 de octubre | Real Ariquemes  | 0:4            | Tocantinópolis  |
| 29 de octubre | Paysandu        | 3:0            | Humaitá         |
| 29 de octubre | Luverdense      | 0:1            | Brasiliense     |

### Cuartos de final
| Fechas         | Local     | Resultado      | Visita          |
| -------------- | --------- | -------------- | --------------- |
| 1 de noviembre | Vila Nova | 0:0 (pen. 3:2) | Real Noroeste   |
| 1 de noviembre | Paysandu  | 2:0            | Tocantinópolis  |
| 2 de noviembre | Tuna Luso | 0:3            | São Raimundo-AM |
| 2 de noviembre | Cuiabá    | 0:3            | Brasiliense     |

### Semifinales
| Fechas              | Local en la ida | Global | Local en la vuelta | Ida | Vuelta |
| ------------------- | --------------- | ------ | ------------------ | --- | ------ |
| 8 y 12 de noviembre | São Raimundo-AM | 2:5    | Paysandu           | 2:2 | 0:3    |
| 9 y 12 de noviembre | Brasiliense     | 2:3    | Vila Nova          | 1:1 | 1:2    |

### Final
| Fechas               | Local en la ida | Global         | Local en la vuelta | Ida | Vuelta |
| -------------------- | --------------- | -------------- | ------------------ | --- | ------ |
| 15 y 19 de noviembre | Paysandu        | 1:1 (pen. 4:3) | Vila Nova          | 0:0 | 1:1    |

| Campeón 2022 Copa Verde    |
| Bandera del estado de Pará |
| -------------------------- |
| Paysandu (3.º título)      |

## Goleadores
| Jugador        | Equipo          | Goles |
| -------------- | --------------- | ----- |
| Yan            | São Raimundo-AM | 3     |
| Marlon         | Paysandu        | 3     |
| Genilson       | Paysandu        | 2     |
| Robinho        | Paysandu        | 2     |
| Kaio Nunes     | Vila Nova-GO    | 2     |
| Diego          | Vila Nova-GO    | 2     |
| Edison Negueba | São Raimundo-AM | 2     |
| Alesson        | Humaitá         | 2     |
| Breno          | Goiás           | 2     |
| Bilau          | Tocantinópolis  | 2     |